# Tetrameles nudiflora
Tetrameles nudiflora är en tvåhjärtbladig växtart som beskrevs av Robert Brown. Tetrameles nudiflora ingår i släktet Tetrameles och familjen Tetramelaceae. Inga underarter finns listade i Catalogue of Life.

## Bildgalleri

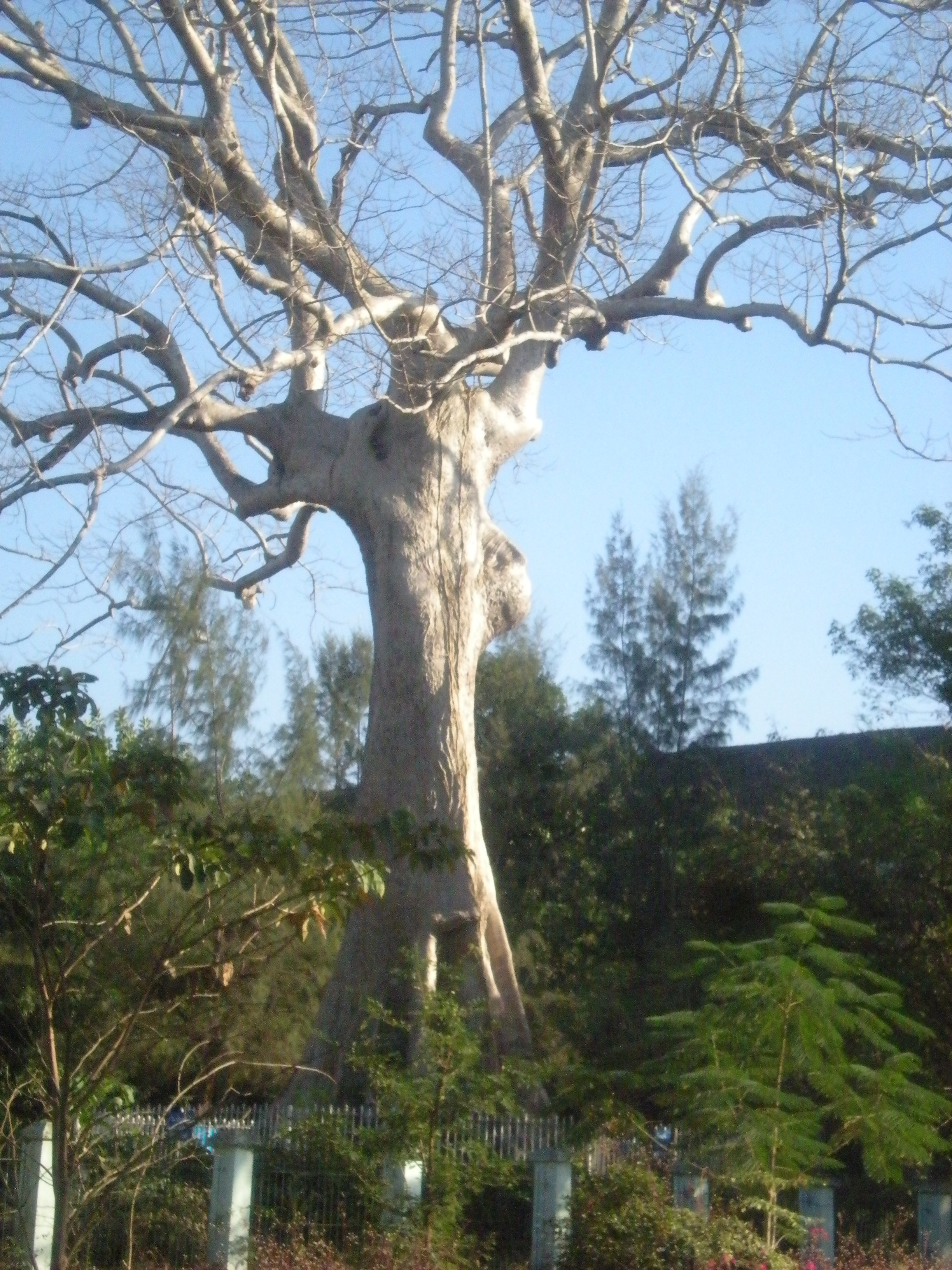